# コパル (小惑星)
コパル (2628 Kopal) は小惑星帯の小惑星である。サイディング・スプリング天文台でエレノア・ヘリンとシェルテ・バスによって発見された。
アメリカ合衆国などで活躍したチェコ生まれの天文学者、ズデネク・コパルから命名された。